# Josep Got Anguera
Josep Got Anguera (Reus, Baix Camp, 20 de juny de 1861 - Sabadell, Vallès Occidental, 24 de febrer de 1908) va ser un autor dramàtic català.
Quan Josep Got tenia sis anys, la seva família es traslladà a Gràcia. Mostrà afició pel teatre i se sabia de memòria escenes senceres de diferents obres i tenia notícia dels actors que treballaven a Barcelona. Estudià per pilot, carrera que no acabà, i als setze anys va fer dos viatges a Amèrica en un veler, com a pràctic. La seva vida atzarosa el portà per fi a Melilla, on va escriure dues obres de teatre: "Cura radical" i "Errores", que es van representar al teatre La Unidad Dramática d'aquella població. Convertit en còmic professional, treballà a la companyia d'Antoni Grifell, i va fer cap a Sabadell, on tenia parents i on s'instal·là. Va entrar a treballar a les oficines del Registre de la Propietat el 1890. Segons l'historiador de la cultura reusenca Joaquim Santasusagna, va ser un dels impulsors del catalanisme a Sabadell i va contribuir a fundar-hi el Centre Català en 1886. Va publicar articles i poemes al setmanari sabadellenc Lo Catalanista, a la Revista de Sabadell i al periòdic barceloní l'Esquella de la Torratxa, i juntament amb Pere Martí i Peydró, Domènec Saló i Pau Griera va ser un dels personatges importants en la vida intel·lectual de la població. Va desplegar sobretot la seva activitat d'home de teatre, en les seves vessants d'autor i d'actor.

## Obra dramàtica
- Enredos: comedia en un acte y en vers, (Sabadell: Impremta y Litografia de Joan Comas Faura, 1886), estrenada al Teatre Parreño de Sabadell el 17 d'octubre de 1886
- Muralla de ferro: drama en tres actes y en vers, (Sabadell: Impremta y Enquadernacions de Joan Comas Faura, 1888), estrenada al Teatre Novetats el 15 de gener de 1888
- L'esclau: drama en tres actes y en vers. (Sabadell: Impremta y Enquadernacions de Ribera y Tugas, 1892), estrenada al Teatre Romea, el 27 de setembre de 1892
- La bogeria: drama en tres actes y en prosa, (Sabadell: Impremta Llibreria i Enquadernació de Joan Comas, 1895) estrenada al Teatre Romea el 14 de gener de 1895